# Albert Wetzel

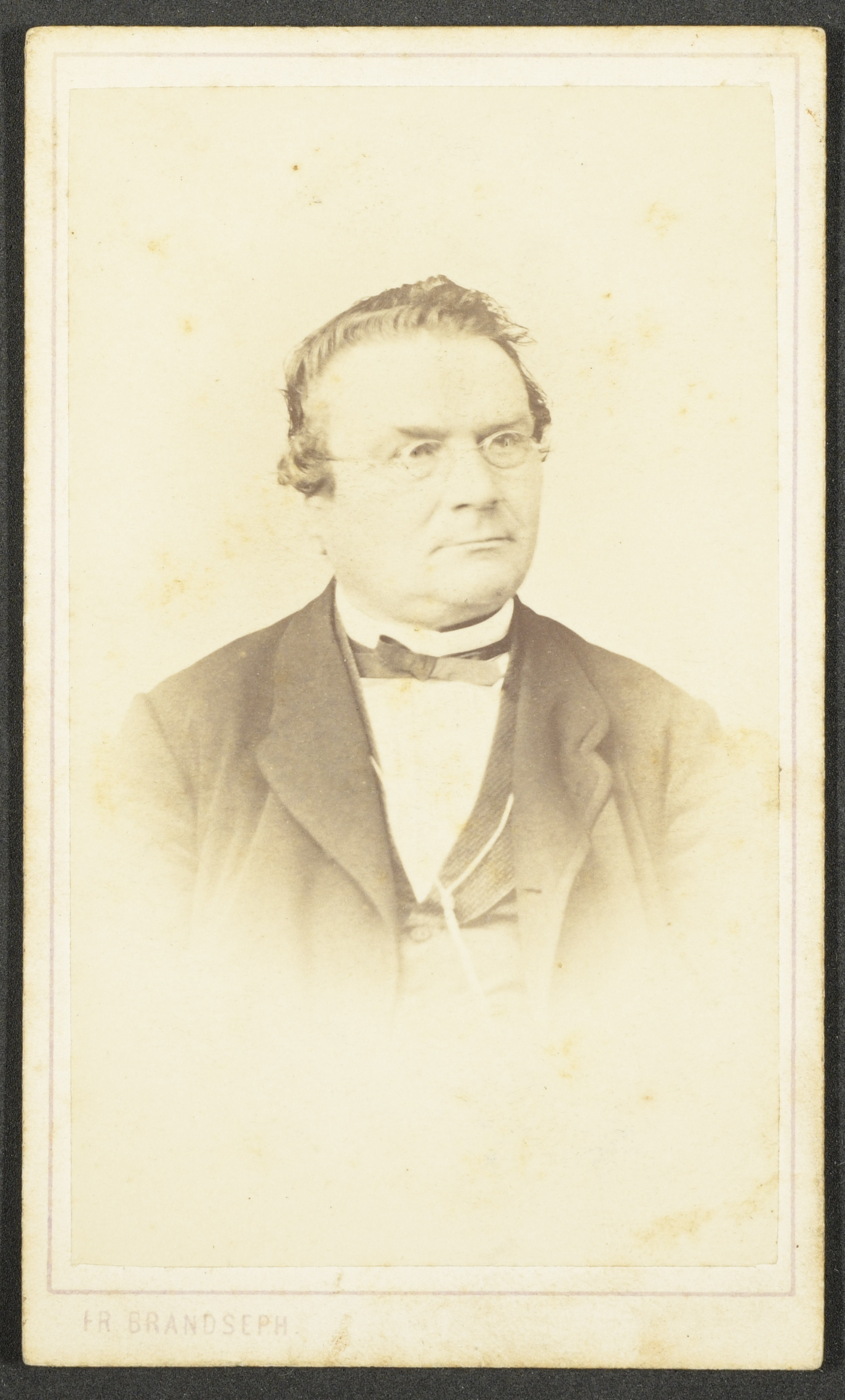
Porträt von Albert Wetzel (1852–1923), ca. 1895 (Fotograf: Friedrich Brandseph, Stuttgart), Original im Landeskirchlichen Archiv Stuttgart, AS 1, Nr. 546

Albert Wetzel (* 7. März 1852 in Calw; † 14. September 1923 in Stuttgart) war protestantischer Geistlicher und Mitglied des Deutschen Reichstags.

## Leben
Wetzel besuchte die Volksschule und Lateinschule in Calw, das Gymnasium in Stuttgart von 1860 bis 1866 und von 1867 bis 1871 das Königlich evangelisch-theologische Seminar in Maulbronn. Von 1871 bis 1875 studierte er an der Universität Tübingen Philosophie und Theologie, vorübergehend auch in Leipzig, Berlin und Genf. Seit 1871 war er Mitglied der Studentenverbindung Tübinger Königsgesellschaft Roigel. Von 1878 bis 1887 war er Pfarrer in Machtolsheim auf der Schwäbischen Alb und Bezirksschulinspektor für Blaubeuren. Danach war er bis 1900 Professor am Königlich evangelischen Schullehrerseminar in Nagold und ab 1900 in Eßlingen am Neckar. Er verfasste journalistische Arbeiten und volkswirtschaftliche Studien, u. a.: Friedrich List als nationaler Erzieher.
Von 1907 bis 1912 war er Mitglied des Deutschen Reichstags für den Wahlkreis Württemberg 5 (Eßlingen, Nürtingen, Kirchheim, Urach) und die Nationalliberale Partei.

## Einzelnachweise

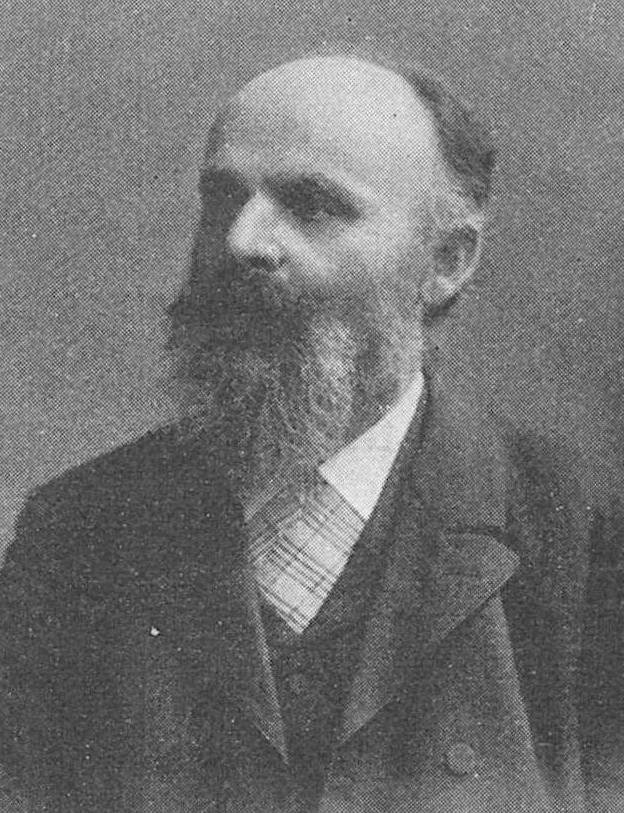
Albert Wetzel, um 1913